# Tiffany (ca sĩ Hàn Quốc)
Stephanie Young Hwang hay Hwang Mi-young (sinh ngày 1 tháng 8 năm 1989), thường được biết đến với nghệ danh Tiffany hoặc Tiffany Young, là một nữ ca sĩ và diễn viên người Mỹ gốc Hàn Quốc. Cô được biết đến là thành viên hát chính thuộc nhóm nhạc nữ Girls' Generation do SM Entertainment thành lập và quản lý. 
Sinh ra và lớn lên ở California, cô được công ty giải trí Hàn Quốc SM Entertainment phát hiện vào năm 15 tuổi và sau đó chuyển đến Hàn Quốc. Tháng 8 năm 2007, sau 2 năm làm thực tập sinh, Tiffany ra mắt công chúng với tư cách là thành viên nhóm nhạc nữ Girls' Generation, một trong những nghệ sĩ có doanh số cao nhất tại Hàn Quốc cũng như một trong những nhóm nhạc nữ Hàn Quốc nổi tiếng nhất trên thế giới. Năm 2016, Tiffany trở thành thành viên thứ hai của Girls' Generation ra mắt công chúng với tư cách ca sĩ solo khi với việc phát hành mini-album đầu tay I Just Wanna Dance. Năm 2017, cô chia tay SM Entertainment và bắt đầu theo đuổi sự nghiệp solo tại Los Angeles. Dưới sự quản lý của Paradigm Talent Agency, Tiffany đã phát hành đĩa mở rộng tiếng Anh Lips on Lips (2019) thông qua hãng đĩa Transparent Arts.

## Tiểu sử
Tiffany, tên khai sinh Stephanie Young Hwang, được sinh ra vào ngày 1 tháng 8 năm 1989 tại San Francisco, California. Gia đình cô gồm bố, một chị gái và một anh trai. Mẹ cô qua đời khi cô 12 tuổi và cô đã ly thân với bố mình. Cô lớn lên ở Diamond Bar, California và được truyền cảm hứng âm nhạc từ BoA. Vào năm 15 tuổi, được sự ủng hộ của anh trai mình, Tiffany đã tham gia một cuộc thi hát và được một đại diện của SM Entertainment ở Mỹ phát hiện. Cô tham gia thử giọng, được nhận làm thực tập sinh và chuyển đến Hàn Quốc ba tuần sau đó. Tại Hàn Quốc, Tiffany theo học trường quốc tế Korea Kent và là thực tập sinh của SM Entertainment trong bốn năm.

## Sự nghiệp

### 2007–2017: Ra mắt công chúng và khởi đầu sự nghiệp

#### Âm nhạc

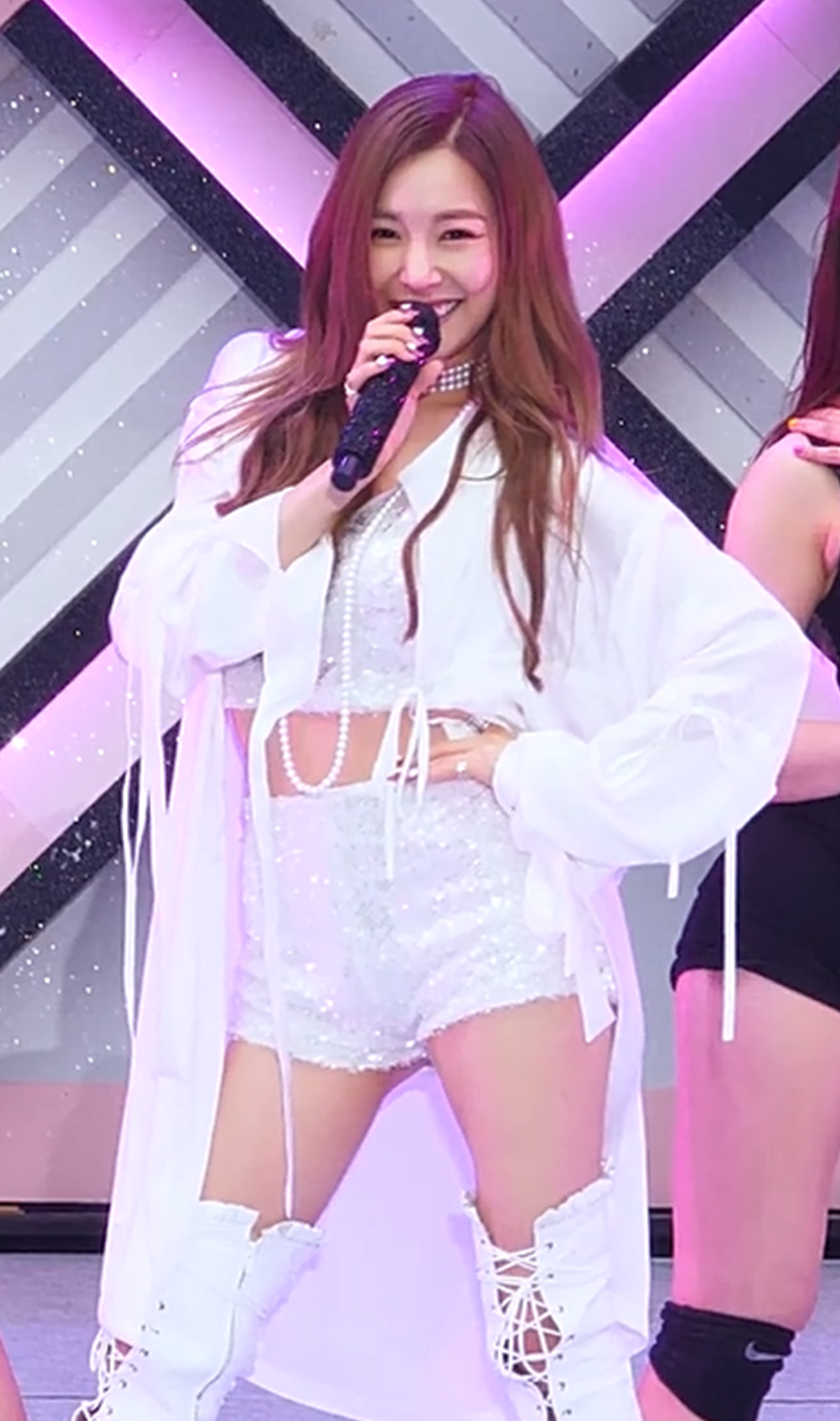
Tiffany biểu diễn tại SMTown Live World Tour VI in Seoul vào tháng 7 năm 2017

Tiffany ra mắt công chúng với tư cách là thành viên nhóm nhạc nữ Girls' Generation vào tháng 8 năm 2007. Năm 2008, cô và hai thành viên cùng nhóm Jessica và Seohyun phát hành đĩa đơn "Oppa Nappa", đồng thời thể hiện bài hát "It's Fantastic" cho trò chơi điện tử Mabinogi. Năm 2012, Tiffany, Seohyun và Taeyeon, một thành viên khác của Girls' Generation, thành lập nhóm nhỏ Girls' Generation-TTS. Năm 2013, cô song ca với Taeyeon trong bài hát "Lost in Love" nằm trong album phòng thu tiếng Hàn thứ tư I Got a Boy của nhóm.
Tiffany đã tham gia thể hiện nhạc phim cho nhiều bộ phim truyền hình và điện ảnh Hàn Quốc. Trong đó, các bài hát solo bao gồm "By Myself" cho bộ phim truyền hình Princess Ja Myung Go (2009), "Ring" cho bộ phim truyền hình Haru (2010), "Because It's You" cho bộ phim truyền hình Love Rain (2012), "One Step Closer" cho bộ phim truyền hình All About My Romance (2013) và "Only One" cho bộ phim truyền hình Blood (2015). Các bài hát song ca bao gồm "Rise and Shine" với Kyuhyun, thành viên nhóm nhạc nam Super Junior, cho bộ phim truyền hình To the Beautiful You (2012) và "Good Life" với Henry, thành viên nhóm nhạc nam Super Junior-M, cho bộ phim điện ảnh Final Recipe (2014). Cô cũng đã hợp tác với một số nghệ sĩ như K.Will trong bài hát "A Girl, Meets Love" (2009) và Han Heejun trong bài hát "QnA" (2015). Năm 2015, cô tham gia thể hiện bài hát "Talk About Love" cho chiến dịch từ thiện của W Foundation.
Tháng 5 năm 2016, Tiffany bắt đầu hoạt động với tư cách ca sĩ solo bằng việc phát hành mini album đầu tay I Just Wanna Dance. Bài hát chủ đề cùng tên đã giành chiến thắng hai lần trên các chương trình âm nhạc The Show và Show Champion. Ngày 10 tháng 6, cô phát hành bài hát "Heartbreak Hotel", với sự góp mặt của rapper Simon Dominic, thuộc dự án âm nhạc Station của SM Entertainment. Nửa sau tháng 6 năm 2016, Tiffany tổ chức concert solo đầu tiên với tên gọi Weekend, thuộc chuỗi concert The AGIT của các nghệ sĩ SM Entertainment, tại Seoul. Tháng 10 năm 2016, cô viết lời và thu âm bài hát "Don't Speak" nằm trong album Identity của Far East Movement.

#### Diễn xuất và truyền hình
Từ tháng 11 năm 2007 đến tháng 6 năm 2008, Tiffany dẫn chương trình cho chương trình truyền hình âm nhạc Boys & Girls Music Countdown. Tháng 4 năm 2009, cô và thành viên cùng nhóm Yuri bắt đầu dẫn chương trình cho chương trình truyền hình âm nhạc Show! Music Core. Hai người rời khỏi vị trí này vào tháng 7 năm 2010 để tập trung cho sự ra mắt tại Nhật Bản của Girls' Generation, và sau đó quay trở lại chương trình vào tháng 10 năm 2011. Tháng 1 năm 2011, Yuri một lần nữa ngừng tham gia chương trình và Tiffany tiếp tục dẫn chương trình cùng với Taeyeon và Seohyun. Ba người ngừng tham gia chương trình vào tháng 4 năm 2013.
Từ tháng 11 năm 2011 đến tháng 1 năm 2012, Tiffany đảm nhận vai Carmen Diaz, một sinh viên khoa biểu diễn nghệ thuật mơ ước được nổi tiếng, trong phiên bản Hàn Quốc của vở nhạc kịch Fame. Tháng 9 năm 2013, Tiffany bắt đầu tham gia chương trình truyền hình về thời trang Fashion King Korea. Cô và nhà thiết kế Ji Il-geun bị loại vào tháng 1 năm 2014 và giành vị trí thứ ba. Từ tháng 4 đến tháng 8 năm 2015, Tiffany và người mẫu Lee Chul-woo dẫn chương trình cho chương trình truyền hình thực tế Heart A Tag có nội dung về thời trang và làm đẹp. Tháng 3 năm 2016, Tiffany bắt đầu tham gia chương trình truyền hình Sister's Slam Dunk.

### 2017–nay: Rời khỏi SM Entertainment và sự nghiệp solo

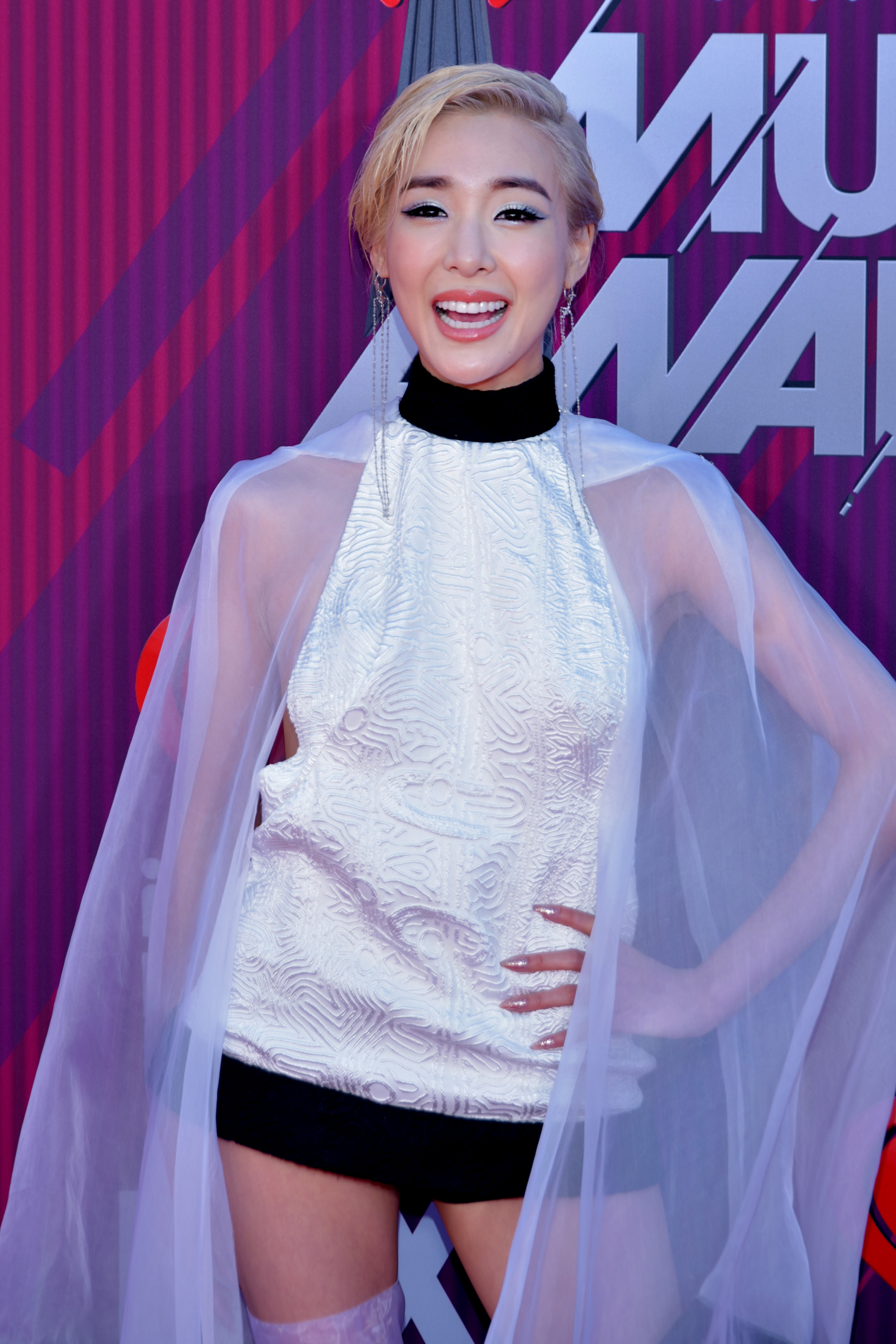
Tiffany vào năm 2019

Tháng 10 năm 2017, Tiffany rời khỏi SM Entertainment. Sau đó, cô quay trở lại Los Angeles để học diễn xuất và theo đuổi sự nghiệp âm nhạc solo.
Tháng 3 năm 2018, Tiffany lần đầu tiên sử dụng nghệ danh mới Tiffany Young khi phát hành một bản cover của "Remember Me," bài hát chủ để của bộ phim hoạt hình Pixar Coco. Tháng 6 năm 2018, cô ra mắt công chúng tại Mỹ dưới sự quản lý của Paradigm Talent Agency với đĩa đơn tiếng Anh đầu tay "Over My Skin". Tháng 9 năm 2018, Tiffany hợp tác với H&M và trở thành gương mặt đại diện cho chiến dịch mùa thu 2018 của hãng. Cô cũng phát hành đĩa đơn tiếng Anh thứ hai của mình với tiêu đề "Teach You". Tháng 10 năm 2018, Tiffany trở thành nữ nghệ sĩ K-pop đầu tiên xuất hiện trên thảm đỏ của lễ trao giải American Music Awards. Tháng 11 năm 2018, cô phát hành một đĩa đơn nhạc Giáng sinh với tiêu đề "Peppermint".
Tháng 1 năm 2019, Tiffany phát hành bài hát "Born Again", đĩa đơn mở đường cho EP tiếp theo của cô với tiêu đề Lips on Lips. Sau đó vào đầu tháng 2, bài hát chủ đề của EP được phát hành với tư cách là đĩa đơn thứ hai. Lips on Lips được phát hành vào ngày 22 tháng 2. EP lọt vào bảng xếp hạng Heatseekers Albums của Billboard ở vị trí thứ 9 và bảng xếp hạng Independent Albums ở vị trí thứ 32. Tại Hàn Quốc, EP đạt vị trí thứ 8 trên bảng xếp hạng Gaon Album Chart, và được chứng nhận Bạch kim sau một tuần kể từ ngày phát hành. Để quảng bá cho EP, Tiffany đã tổ chức chuyến lưu diễn Lips on Lips Mini Showcase Tour tại Bắc Mỹ trong tháng 3 năm 2019. Tại lễ trao giải iHeartRadio Music Awards 2019 được tổ chức vào ngày 14 tháng 3 năm 2019, cô nhận được giải nghệ sĩ solo mới xuất sắc nhất (Best Solo Breakout). Tháng 8 năm 2019, Tiffany phát hành một đĩa đơn mới với tiêu đề "Magnetic Moon", cũng như tổ chức concert Open Hearts Eve tại Seoul, Hàn Quốc, và một concert tại Bangkok, Thái Lan. Trong tháng 10 và tháng 11, cô tổ chức chuyến lưu diễn Magnetic Moon Tour tại Bắc Mỹ.
Tháng 2 năm 2021, Tiffany nhận được vai diễn Roxie Hart trong phiên bản Hàn Quốc của vở nhạc kịch Broadway Chicago. sau khi tham gia quá trình thử vai công khai. Tiffany cho biết trở thành diễn viên nhạc kịch là một ước mơ của cô và Roxie là một trong ba vai diễn mà cô thích nhất. Tháng 6 năm 2021, Tiffany được công bố là sẽ đảm nhận một vai phụ trong bộ phim truyền hình The Youngest Son of a Conglomerate của đài JTBC.
Năm 2022, Tiffany chính thức lấn sân sang diễn xuất với vai diễn Cậu Út Nhà Tài Phiệt, dù Rachel không thuộc tuyến nhân vật chính, thế nhưng Tiffany vẫn ít nhiều gây được ấn tượng cho khán giả. Cộng thêm việc Cậu Út Nhà Tài Phiệt đang tạo ra được sức hút cực kỳ lớn, vai Rachel hứa hẹn sẽ trở thành bàn đạp tốt để Tiffany tiến xa hơn trên con đường diễn xuất.
Cũng cùng năm, Tiffany và SNSD gây sốt trở lại trên toàn châu Á với album Forever 1, đánh dấu chặng đường 15 năm hoạt động âm nhạc của nhóm trong làng giải trí. Album có 10 ca khúc, trong đó có 2 bài hát được Tiffany tham gia sản xuất và viết lời là Villain và Seventeen.
Đầu năm 2023, Tiffany là giám khảo chương trình sống còn Peak Time - đây là chương trình tìm kiếm nam thần tượng toàn cầu.

## Đời tư
Cuối năm 2009, Tiffany lần đầu tiên xác nhận trên truyền hình rằng mẹ của cô đã qua đời. Sau đó vào tháng 11 năm 2011, cô cho biết bà qua đời hai năm trước khi cô trở thành thực tập sinh của SM Entertainment, và mối quan hệ giữa cô và bố của mình đã phần nào trở nên xa cách sau khi cô chuyển đến Hàn Quốc.
Tháng 4 năm 2014, Tiffany bắt đầu một mối quan hệ tình cảm với nam ca sĩ Nichkhun, thành viên nhóm nhạc nam 2PM. Tháng 5 năm 2015, công ty đại diện của hai người xác nhận là họ đã chia tay vì lý do lịch trình bận rộn.

### Sức khỏe
Năm 2008, Tiffany được chẩn đoán mắc bệnh viêm dây thanh đới, khiến cho giọng của cô bị khàn và giảm âm vực. Sau khi được chữa trị, giọng của cô đã trở lại bình thường nhưng tình trạng bệnh lại bắt đầu xấu đi từ giữa năm 2009, buộc cô phải tạm ngừng hoạt động nhập viện vào tháng 9 năm 2009. Sau đó cô lại phải được điều trị tại bệnh viện một lần nữa vào tháng 6 năm 2010. Mặc dù được chữa trị thành công, Tiffany cho biết giọng hiện tại của mình đã thay đổi so với trước khi cô mắc bệnh.
Tháng 2 năm 2009, Tiffany bị ngã trong khi biểu diễn bài hát "Gee" cùng với Girls' Generation, khiến mắt cá chân bên trái của cô bị chấn thương và phải được bó bột và buộc cô phải ngồi hoặc đứng yên trong các màn biểu diễn sau đó của nhóm. Đầu năm 2010, cổ tay của Tiffany bị chấn thương khi cô đang ghi hình cho chương trình truyền hình Let's Go Dream Team! và phải được bó bột. Tháng 8 năm 2010, Tiffany bị ngã trong buổi biểu diễn SMTown Live '10 World Tour tại Seoul, khiến mắt cá chân bên phải của cô bị chấn thương. Mặc dù chấn thương không nghiêm trọng, cô vẫn được bó bột để đảm bảo hồi phục kịp thời cho sự ra mắt của Girls' Generation tại Nhật Bản. Hai tháng sau, một cú ngã nghiêm trọng hơn làm cho dây chằng chéo sau của Tiffany bị chấn thương, khiến cô không thể tiếp tục tham gia các hoạt động quảng bá cho bài hát "Hoot" cùng Girls' Generation. Cô quay lại hoạt động cùng nhóm tại Nhật Bản sau một tháng.

## Danh sách đĩa nhạc

### Đĩa mở rộng
- I Just Wanna Dance (2016)
- Lips on Lips (2019)

## Danh sách phim

### Phim điện ảnh
| Năm  | Phim              | Vai        | Ghi chú                  |
| ---- | ----------------- | ---------- | ------------------------ |
| 2012 | I AM.             | Chính mình | Phim tài liệu về SM Town |
| 2014 | My Brilliant Life | Chính mình | Khách mời                |
| 2015 | SM Town the Stage | Chính mình | Phim tài liệu về SM Town |

### Phim truyền hình
| Năm  | Tên phim                           | Tên tiếng Hàn   | Kênh phát sóng | Vai diễn                    | Ghi chú        | Tham khảo |
| ---- | ---------------------------------- | --------------- | -------------- | --------------------------- | -------------- | --------- |
| 2008 | Unstoppable Marriage               | 못말리는 결혼   | KBS2           | Công chúa của Bulgwang-dong | Cameo (tập 64) |           |
| 2015 | The Producers                      | 프로듀사        | KBS2           | Chính mình                  | Cameo (tập 1)  | [ 61 ]    |
| 2022 | The Youngest Son of a Conglomerate | 재벌집 막내아들 | JTBC           | Rachel                      | Diễn viên phụ  | [ 50 ]    |

### Chương trình truyền hình
| Năm     | Chương trình                 | Kênh | Vai trò            | Ghi chú |
| ------- | ---------------------------- | ---- | ------------------ | ------- |
| 2007–08 | Boys & Girls Music Countdown | Mnet | Dẫn chương trình   |         |
| 2007–08 | Champagne                    | KBS  | Dẫn chương trình   |         |
| 2008    | Kko Kko Tours Single♥Single  | KBS2 | Thành viên cố định | Mùa 1   |
| 2009-10 | Show! Music Core             | MBC  | Dẫn chương trình   |         |
| 2011-12 | Show! Music Core             | MBC  | Dẫn chương trình   |         |
| 2012-13 | Show! Music Core             | MBC  | Dẫn chương trình   |         |
| 2013    | Fashion King Korea           | SBS  | Thí sinh           | Giải ba |
| 2015    | Heart A Tag                  | Mnet | Dẫn chương trình   |         |
| 2016    | Sister's Slam Dunk           | KBS  | Thành viên cố định |         |

## Sân khấu kịch
| Năm     | Vở kịch | Vai         | Ghi chú   |
| ------- | ------- | ----------- | --------- |
| 2011–12 | Fame    | Carmen Diaz | Vai chính |
| 2021    | Chicago | Roxie Heart | Vai chính |

## Giải thưởng và đề cử
| Năm  | Giải thưởng                         | Hạng mục                              | Được đề cử                     | Kết quả   |
| ---- | ----------------------------------- | ------------------------------------- | ------------------------------ | --------- |
| 2008 | Mnet 20's Choice Awards lần thứ 2   | Hot School Girl                       | Chính mình                     | Đề cử     |
| 2009 | Mnet Asian Music Awards lần thứ 11  | Best OST                              | "By Myself"                    | Đề cử     |
| 2011 | MBC Entertainment Awards lần thứ 11 | Special Award: MC Division (với Yuri) | Show! Music Core               | Đoạt giải |
| 2021 | Korea Art and Culture Award 2021    | Hạng mục MUSICAL                      | Vai diễn Roxie Heart (CHICAGO) | Đoạt giải |